# Сел (Еро)
Сел (фр. Celles) је насеље и општина у јужној Француској у региону Лангдок-Русијон, у департману Еро која припада префектури Лодев.
По подацима из 2011. године у општини је живело 25 становника, а густина насељености је износила 3,31 становника/km². Општина се простире на површини од 7,56 km². Налази се на средњој надморској висини од 100 метара (максималној 350 m, а минималној 89 m).

## Демографија
| 1962. | 1968. | 1975. | 1982. | 1990. | 1999. | 2011. |
| ----- | ----- | ----- | ----- | ----- | ----- | ----- |
| 50    | 29    | 5     | 10    | 14    | 20    | 25    |

График промене броја становника у току последњих година